# 9월의 디미트로프 피오네르 조직
9월의 디미트로프 피오네르조직(불가리아어: Димитровска пионерска организация "Септемврийче")은 불가리아 공산당과 불가리아 인민공화국이 주도하는 피오네르 조직이었다. 이 조직은 1944년에 수립되었으며, 1946년부터 디미트로프 공산주의청년동맹의 관리와 감독을 받았다.

## 개요
9월의 디미트로프 피오네르 조직은 동유럽 마르크스-레닌주의 국가의 피오네르 조직들과 마찬가지로 집권당으로부터 매우 강력한 통제를 받고 있었다.
9월의 디미트로프 피오네르 조직은 9세부터 13세 사이의 어린이와 청소년을 대상으로 운영되었으며, 단원들은 14세가 되면 상위단체인 디미트로프 공산주의청년동맹으로 이적하였다. 불가리아 공산당은 이 조직의 근면, 성실, 애국심을 주입하였고 단원들은 조종 자신의 생각이 불가리아의 이데올로기와 일치하기를 요구받았다.
이 조직에 소속된 어린이들은 대부분 소속 학교로부터 선발된 우등생이었으며, 일부는 장애학교 출신이었다. 이 조직에 대한 가입 여부는 자발적이었고, 단원들도 당국의 통제를 벗어나, 독립적인 조직 운영을 하는 등의 자치권을 누릴 수 있었다.
공산주의를 표방한 불가리아 인민공화국이 종료하고 불가리아 공화국이 출범하면서 이 조직 또한 1990년에 해산하였다.